# Ian Russell (Fußballspieler)
Ian Russell (* 30. August 1975 in Seattle, Washington) ist ein ehemaliger US-amerikanischer Fußballspieler auf der Position eines Mittelfeldspielers. Nach einer frühen Karriere in seinem Heimatbundesstaat kam er Anfang der 2000er nach Kalifornien, wo er bei den Major-League-Soccer-Franchises San José Earthquakes und Los Angeles Galaxy zum Einsatz kam, ehe er sich aus dem aktiven Fußballsport zurückzog und sich auf seine Tätigkeit als Ausbilder und Fußballtrainer konzentrierte.

## Vereinskarriere

### Karrierebeginn und College-Fußball
Ian Russell wurde am 30. August 1975 in Seattle, der größten Stadt des Bundesstaates Washington und gleichzeitig der größten Stadt im Pazifischen Nordwesten, geboren. Nachdem er hier auch aufwuchs und die High School besuchte, kam er in weiterer Folge im Jahre 1993 an die University of Washington, wo er noch im gleichen Spiel am Spielbetrieb der Herrenfußballmannschaft der Washington Huskies, der Universitätssportabteilung, teilnahm. Da er keine fünf Jahre in der Mannschaft spielen konnte, hatte er im Laufe seiner dortigen Karriere eine Red-Shirt-Season, in der er dem Spielbetrieb fernblieb und für das Spieljahr 1995 aussetzte.
Bei den Huskies kam er unter dem Trainer Dean Wurzberger als Stammkraft zum Einsatz und wurde von diesem zumeist im rechten Mittelfeld, jedoch gelegentlich auch als Stürmer eingesetzt. Während seiner dortigen Zeit fiel er vor allem als konstanter Assistgeber auf und rangiert in der Allzeitbestenliste des Washington-Huskies-Herrenfußballteams in der Wertung mit den meisten Torvorlagen im Laufe der Collegelaufbahn mit 22 Assists auf dem neunten Platz. Bei den erzielten Treffern schaffte er es mit 28 Toren nur knapp nicht unter die Top 10 der Washington Huskies. Bereits im Jahre 1994 führte er seine Mannschaft als teaminterner Torschützenkönig mit neun Treffern an und führte auch die teaminterne Bestenliste mit den meisten Scorerpunkten in diesem Spieljahr an, wobei ihm 22 Scorerpunkte (9 Tore und 4 Vorlagen) gelangen.
In der Mannschaft kam er neben zahlreichen späteren Profispielern zum Einsatz, darunter unter anderem Torhüter Bill May, Abwehrrecke Craig Waibel, Stürmer Jason Boyce, die Nationalspieler Joe Franchino und Chad McCarty, Verteidiger Brandon Prideaux und diverse andere. Der über ein Sportstipendium an die University of Washington gekommene Russell schaffte es in seiner Collegelaufbahn zweimal (1994 als Stürmer und 1997 als Mittelfeldspieler) in die All-Mountain-Pacific-Sports-Federation-First-Team-Selection. Im Jahre 1996 schaffte er es in keine Auswahl der All-MPSF, erhielt jedoch eine Honorable Mention, eine ehrenvolle Erwähnung. Darüber hinaus wurde er, damals noch als Stürmer eingesetzt, im Jahre 1994 ins NSCAA-All-Far-West-Region-Third-Team gewählt und war in seinem Senior-Jahr in der Kalenderwoche 44 des Jahres 1997 im Soccer-America-Team-of-the-Week. Des Weiteren war er im Laufe seiner Karriere ein vierfacher Letterman (1993, 1994, 1996 und 1997) und schaffte es mit der Mannschaft in den Jahren 1996 und 1997 in die zweite Runde der NCAA Division I Men’s Soccer Championship.

### Wechsel zu den Seattle Sounders
Nach dem Ende seines Studiums schloss er sich im Jahre 1998 den Seattle Sounders mit Spielbetrieb in der von den United Systems of Independent Soccer Leagues organisierten A-League, aufgrund der Organisation auch USISL-A-League genannt, an und wurde zu einer starken Offensivkraft der Sounders in den späten 1990er Jahren. In der regulären Spielzeit des Spieljahres 1998 rangierten die Sounders im Endklassement der Pacific Division, einer von vier parallel laufenden Staffeln, auf dem zweiten Platz hinter San Diego Flash. In den nachfolgenden Conference-Quaterfinals gewann die Mannschaft zwar knapp mit 2:1 über Orange County Zodiac, unterlag jedoch im Hin- und Rückspiel der Conference-Semifinals dem Franchise Minnesota Thunder jeweils mit 1:2 und schied so von den laufenden Play-offs aus. Nachdem der organisierende Verband United Systems of Independent Soccer Leagues sich 1999 wieder umbenannte und unter dem heute noch gebräuchlichen Namen United Soccer Leagues auftrat, kam Ian Russell weiterhin als Stammkraft der Seattle Sounders in der nunmehrigen USL-A-League zum Einsatz. In dieser rangierte er mit den Seattle Sounders mit 81 erzielten Punkten hinter den Vancouver 86ers (84 Punkte) und dem Division-Sieger San Diego Flash (90 Punkte) auf dem dritten Tabellenrang. In den nachfolgenden Play-offs schaffte es das Team nach einem klaren 6:3-Sieg über Orange County Zodiac in die Conference-Semifinals, in denen die Mannschaft erneut unterlag. Diesmal deutlich mit 0:6 im Hin- und 0:1 im Rückspiel gegen San Diego Flash. Zusammen mit seinem Teamkollegen Mark Baena bildete er dabei ein kongeniales Angriffsduo, das für die meisten Scorerpunkte in der Mannschaft sorgte. Für seine Leistungen wurde er am Ende des Spieljahres unter anderem ins All-League-Second-Team gewählt.

### Sprung in die Major League Soccer
Über den MLS SuperDraft 2000 schaffte Ian Russell als 52. Pick in der fünften Runde den Sprung in die höchste nordamerikanische Fußballliga, die Major League Soccer, kurz MLS. Dabei wurde er zum Franchise San José Earthquakes gedraftet und bekam in weiterer Folge auch einen Vertrag bei den Kaliforniern. Unter dem damaligen Trainer Lothar Osiander, der im Jahre 1958 von Deutschland in die Vereinigten Staaten auswanderte, wurde er bereits als Stammspieler eingesetzt, wobei er es auf 28 Ligaeinsätze und drei Tore, sowie zwei Assists brachte. Bei seinen 28 Einsätzen in der regulären Saison war er in 20 von Beginn an am Rasen. Da die Mannschaft in der zum damaligen Zeitpunkt in drei parallel laufenden Divisions ausgetragenen regulären Spielzeit nur den letzten Platz der Western Division und auch in der zusammengefassten Tabelle am Ende der regulären Saison nur den letzten Platz belegte, hatte die Mannschaft keine Möglichkeit an den saisonabschließenden Play-offs teilzunehmen. Im Lamar Hunt U.S. Open Cup 2000 kamen die Earthquakes bis ins Viertelfinale, in dem sie Los Angeles Galaxy mit 0:2 unterlagen. Aufgrund seiner konstanten Leistungen erhielt Russell in weiterer Folge die Möglichkeit an Probetrainings bei europäischen Klubs teilzunehmen und absolvierte dabei unter anderem Einheiten beim Stockport County FC, der zu diesem Zeitpunkt noch in der zweitklassigen englischen Football League Championship vertreten war, und beim polnischen Erstligisten Lech Posen. Bei den Polen kam er dabei sogar am 23. September 2000 im Drittrundenspiel des Polnischen Fußballpokals 2000/01 gegen Odra Wodzisław Śląski, einer 0:1-Niederlage, zum Einsatz und spielte die vollen 90 Minuten durch.

### Erster Meistertitel
Nach dem Abenteuer in Europa kehrte er wieder in die Vereinigten Staaten zurück und startete unter einem neuen Trainer, Frank Yallop, ins Spieljahr 2001. Dieses wurde mitunter auch eines seiner erfolgreichsten Jahre in seiner Karriere, wobei er selbst in allen 26 Ligapartien der Regular Season von Beginn an eingesetzt wurde und dabei drei Tore und neun Torvorlagen beisteuerte. Mit einem zweiten Platz in der Western Division und zwei Punkten Rückstand auf LA Galaxy nahm Russell mit den Earthquakes an den abschließenden Play-offs teil. Dort wurde er erneut in allen Spielen seiner Mannschaft eingesetzt, wobei er es auf sechs Einsätze, ein Tor und eine Torvorlage brachte. Nach Siegen in den beiden Conference Semifinals, verlor er mit San José das erste Spiel der Conference Finals gegen Miami Fusion, konnte jedoch in den beiden folgenden Spielen gegen Miami Fusion überzeugen. Das saisonabschließende Spiel, der MLS Cup 2001, das vor rund 22.000 Zuschauern im Columbus Crew Stadium ausgetragen wurde, gewannen die San José Earthquakes nach einem Golden Goal von Dwayne De Rosario mit 2:1 in der Verlängerung. Im Lamar Hunt U.S. Open Cup 2001 zog das Team bis ins Viertelfinale ein und unterlag dort Los Angeles Galaxy erst im Elfmeterschießen mit 9:10. Am Ende des Jahres gewannen die Earthquakes in der Teamwertung den MLS Fair Play Award.
Mit dem ersten Titel in der Geschichte des Franchises startete er mit den Quakes ins Spieljahr 2002, in dem er lediglich in 15 seiner 24 Ligaeinsätze von Beginn an auflief, zudem torlos blieb und nur zwei Assists beisteuerte. Beim CONCACAF Champions’ Cup 2002, für den sich das Team aufgrund des Titels des vorangegangenen Jahres qualifiziert hatte, schaffte er es mit den Earthquakes bis ins Viertelfinale. Dort unterlag das Franchise, nach einer 0:3-Niederlage im Hinspiel und einem 1:0-Sieg im Rückspiel aufgrund des Gesamtergebnisses mit 1:3 und musste so vom laufenden Turnier ausscheiden. Mit der Mannschaft, die erneut die niedrigste Zuschauerzahl der gesamten Liga verzeichnen musste, schaffte er es im Endklassement der regulären Spielzeit auf den zweiten Platz der Western Conference, einer von mittlerweile nur mehr zwei Conferences. In den Play-offs schied die Mannschaft bereits frühzeitig nach zwei Niederlagen in den Conference Semifinals aus und erreichte auch beim Lamar Hunt U.S. Open Cup 2002 zum wiederholten Male nur das Viertelfinale. Da LA Galaxy in diesem Jahr neben dem MLS Cup auch das MLS Supporters’ Shield gewann, qualifizierten sich die San José Earthquakes als Zweitplatziert um den Erhalt des MLS Supporters’ Shields für den CONCACAF Champions’ Cup 2003.

### Zweiter Meistertitel
In das Spieljahr 2003 startete Ian Russell mit seinem Team mit der Teilnahme am La Manga Cup des Jahres 2003, wo die Mannschaft in der Gruppenphase gegen Rosenborg Trondheim, Rubin Kasan und Viking Stavanger, sowie im Spiel um Platz 7 gegen Lyn Oslo antrat. Daraufhin absolvierte er mit dem Team die beiden Erstrundenspiele des CONCACAF Champions’ Cups 2003 gegen den guatemaltekischen Verein CSD Municipal und schied, nach einer 2:4-Niederlage im Hinspiel und einem 2:1-Sieg im Rückspiel mit einem Gesamtscore von 4:5 vom laufenden Wettbewerb aus. In weiterer Folge startete die Mannschaft wenige Wochen später erfolgreich in das MLS-Spieljahr 2003, wobei die Mannschaft die Western Conference über die gesamte Regular Season anführte. Im Endklassement rangierten die Earthquakes mit neun Punkten Vorsprung auf die zweitplatzierten Kansas City Wizards auf dem ersten Tabellenplatz, und das, obwohl man in den letzten vier Meisterschaftsrunden keinen einzigen Sieg mehr einfahren konnte. Nach einer ersten Niederlage im Semifinalhinspiel der Conference-Play-offs, gewann San José das Rückspiel in der Verlängerung und konnte sich auch im nachfolgenden Finalspiel in der Verlängerung gegen die Kansas City Wizards durchsetzen. Im wenige Tage später folgenden MLS Cup setzte sich das Team rund um Ian Russell mit 4:2 gegen Chicago Fire durch und wurde zum zweiten Mal in der Geschichte des Franchises nordamerikanischer Fußballmeister. Dadurch qualifizierte sich das Team erneut für den CONCACAF Champions’ Cup. Ian Russell selbst wurde in diesem Jahr in 18 Spielen der regulären Spielzeit eingesetzt, wovon er in 16 von Beginn an zum Einsatz kam. Des Weiteren absolvierte er vier Play-off-Spiele, bei denen er zwei Treffer für seine Teamkameraden vorbereitete. Im Lamar Hunt U.S. Open Cup 2003 hingegen lief es für die Mannschaft nicht optimal; bereits im ersten Spiel, der Viertrundenpartie gegen die Seattle Sounders, unterlagen die Earthquakes mit 0:1.

### Langsamer Niedergang bei den Earthquakes
Nachdem der bisherige Co-Trainer Dominic Kinnear das Traineramt von Yallop übernommen hatte, erfolgte bereits der langsame, jedoch stetige Niedergang des 1,78 m großen Mittelfeldakteurs, der es im MLS-Spieljahr 2004 zu 22 Einsätzen brachte, von denen er in lediglich zwölf in der Startformation stand. Hierbei blieb er torlos und konnte auch nur eine einzige Torvorlage beisteuern. Nach einer durchwachsenen Saison rangierten die San José Earthquakes auf dem vorletzten Platz der Western Conference und schafften dabei nur knapp den Einzug in die saisonabschließenden Play-offs, in denen das Team jedoch, nach einem 2:0-Sieg im Hinspiel, noch mit 0:3 im Rückspiel der Conference Semifinals gegen die Kansas City Wizards unterlag. Bei beiden Spielen zum Einsatz kommend, konnte Russell weder ein Tor noch eine Torvorlage beisteuern. Auch im Lamar Hunt U.S. Open Cup 2004 unterlagen die Earthquakes den Wizards, die in weiterer Folge als Pokalsieger hervorgingen. Dabei schied die Mannschaft nach Siegen in Runde 4 und dem Viertelfinale erst im Semifinale mit 0:1 gegen die Kansas City Wizards aus. Bereits zu Beginn des Jahres absolvierte Russell mit den Quakes Spiele im La Manga Cup des Jahres 2004, wobei man hier gegen Mannschaften wie GIF Sundsvall, Stabæk Fotball und Viking Stavanger in der Gruppenphase spielte und das Spiel um Platz 3 mit 6:5 im Elfmeterschießen gegen Dynamo Kiew gewann.
Sein letztes Jahr bei den San José Earthquakes verlief bei Weitem nicht so wie die vorangegangenen Spielzeiten. Im Spieljahr 2005 absolvierte er lediglich 13 Meisterschaftseinsätze, von denen er nur zwei Partien als Teil der Stammformation startete. Tore und Torvorlagen blieben aus und die gesamten Einsatzminuten in der regulären Spielzeit betrugen lediglich 234 Minuten. Im Endklassement der regulären Spielzeit belegten die Earthquakes mit 16 Punkten Vorsprung auf den zweitplatzierten FC Dallas den ersten Platz der Western Conference und gewannen als klarer Erster (auch in der zusammengefassten Gesamttabelle) das MLS Supporters’ Shield. In den Play-offs ereilte die Mannschaft bereits frühzeitig das Aus, nachdem man LA Galaxy mit einem Gesamtscore von 2:4 aus Hin- und Rückspiel unterlag. Im Lamar Hunt U.S. Open Cup 2005 war erneut im Viertelfinale Schluss; auch hier unterlag man dem Franchise aus Los Angeles. Nachdem er von seinem Stamm-Franchise, das seinen Spielbetrieb in San José kurzfristig einstellte, zum Ende des Jahres entlassen wurde, war er ein Jahr lang ohne Verein, ehe er für das Spieljahr 2007 vom Ligakonkurrenten Los Angeles Galaxy aufgenommen wurde. Sein ehemaliger Trainer Frank Yallop hatte ihn hierher gelotst. Unter dem ehemaligen kanadischen Nationalspieler wurde er noch in drei Ligaspielen von Beginn an eingesetzt, ehe er sich gänzlich aus dem aktiven Fußballsport zurückzog und sich voll seiner seit Jahren nebenbei durchgeführten Tätigkeit als Ausbildner und Trainer widmete. Mit seinen 131 Meisterschaftseinsätzen für die San José Earthquakes war er jahrelang unter den fünf Earthquakes-Spielern mit den meisten Einsätzen, wurde im Laufe der Jahre jedoch von zahlreichen weiteren Spielern übertroffen und ist nicht einmal mehr unter den Top 10 zu finden. Mit seinen 20 Assists war er einige Zeit der Earthquakes-Spieler mit den neuntmeisten Torvorlagen, wurde aber mittlerweile auch in dieser Wertung aus den Top 10 verdrängt. Weiters war er eine Zeit lang einer der Earthquakes-Spieler mit den meisten Play-off-Einsätzen, wurde aber auch in dieser Wertung bereits mehrfach übertroffen.

## Trainerkarriere

### Beginn als Nachwuchstrainer und Assistenztrainer
Bereits während seiner Zeit bei den Seattle Sounders begann er als Fußballtrainer zu arbeiten und war als Ausbilder und Trainer, nach seinem Wechsel nach Kalifornien, vor allem in der Bay Area, bei diversen Organisationen und Vereinen tätig. Als sein einstiger Trainer bei den San José Earthquakes und Los Angeles Galaxy, Frank Yallop, als abermaliger Trainer der Earthquakes vorgestellt wurde, wurde Russell im darauffolgenden Jahr als Assistenztrainer des Franchises unter Vertrag genommen. Somit war er erstmals im Spieljahr 2008 als Co-Trainer an der Seite des gebürtigen Engländers und späteren kanadischen Nationalspielers tätig. Das erste Spieljahr nach der zweijährigen Abwesenheit verlief für das Franchise nicht nach Maß. Am Ende der regulären Spielzeit rangierten die Quakes auf dem siebenten und damit letzten Platz der Western Conference und belegte auch in der zusammengefassten Gesamttabelle nur den letzten Platz. An der Qualifikation zur Teilnahme am Lamar Hunt U.S. Open Cup 2008 scheiterte das Team bereits frühzeitig, als es in der ersten Qualifikationsrunde mit 0:4 dem Ligakonkurrenten Real Salt Lake unterlag. Eine ähnlich schlechte Saison absolvierten die Earthquakes im Spieljahr 2009, als sie abermals nur den letzten Platz der Western Conference belegten, aber in der zusammengefassten Gesamttabelle mit den New York Red Bulls noch ein schlechteres Team aus der Eastern Conference hinter sich hatte. Auch für den Fußballpokal 2009 konnte sich das Franchise nicht qualifizieren und scheiterte noch im ersten Qualifikationsspiel gegen die New York Red Bulls.

### Weitere schwache Jahre in San José
Durch eine ausgewogene Offensiv-, wie auch Defensivabteilung steigerte sich die Leistung der Mannschaft im nachfolgenden Jahr 2010. Das Franchise konnte mit Chris Wondolowski den Torschützenkönig der Liga aufwarten und hatte mit Bobby Convey oder Ryan Johnson auch zuverlässige Assistgeber. Mit 46 Punkten im Endklassement der regulären Saison reichte es für die Mannschaft problemlos für den sechsten Tabellenplatz in der Western Conference; in der zusammengefassten Gesamttabelle brachte man es gar auf den achten Platz. Als eines der vier besten Teams der MLS, das sich nicht für die CONCACAF Champions League 2011/12 qualifizierte, schafften die Earthquakes die Qualifikation zur North American SuperLiga, die jedoch im März 2011 aufgelöst und somit nicht mehr ausgetragen wurde. Auch 2010 schafften die San José Earthquakes nicht die Qualifikation zum Lamar Hunt U.S. Open Cup und scheiterten diesmal, nach einem 3:3-Remis in der regulären Spielzeit im Elfmeterschießen der ersten Qualifikationsrunde gegen Real Salt Lake. Am Ende des Jahres wurde die Mannschaft in der Teamwertung mit dem MLS Fair Play Award ausgezeichnet. Wie bereits in den vorangegangenen Jahren rangierte das Team aus San José auch im MLS-Spieljahr 2011 auf den hinteren Tabellenplätzen. In der abermals erweiterten Liga rangierte das Team auf Rang 7 von 9 in der Western Conference und erreichte Platz 14 in der Gesamttabelle. Dennoch hatte das Franchise mit Chris Wondolowski einen der trefferreichsten Stürmer der Liga in seinen Reihen. Wie Torschützenkönig Dwayne De Rosario von D.C. United erzielte auch Wondolowski 16 Treffer in der regulären Spielzeit. Für die Qualifikation zum Lamar Hunt U.S. Open Cup reichte es auch in diesem Jahr nicht, wobei es jedoch bereits knapper als in den Jahren zuvor war und man erst im Elfmeterschießen des Entscheidungsspiels unterlag.

### Titel mit den Earthquakes
Durch die überragende Leistungen der Earthquakes, allen voran der 27-fache Torschütze dieses Jahres, Chris Wondolowski, schaffte es das Franchise am Ende der regulären Saison mit 66 Punkten und dem mit Abstand bestem Torverhältnis auf den ersten Tabellenplatz der Western Conference. Darüber hinaus rangierte das Team auch in der zusammengefassten Gesamttabelle auf dem ersten Platz und gewann somit das MLS Supporters’ Shield für diese erreichte Leistung. In den saisonabschließenden Play-offs schied die Mannschaft im Kampf um den Meistertitel bereits frühzeitig in den Conference Semifinals aus. Erstmals seit 2005 war die Mannschaft wieder beim Lamar Hunt U.S. Open Cup 2012 vertreten und schaffte es im weiteren Turnierverlauf bis ins Viertelfinale, wo sie mit 0:1 dem späteren Finalisten Seattle Sounders FC unterlag. Nachdem die Earthquakes Frank Yallops Vertrag mit 7. Juni 2013 im beidseitigen Einvernehmen auflösten, fungierte der 78-fache kanadische Internationale Mark Watson ab diesem Zeitpunkt als vorzeitiger Interimstrainer des Franchises. Watson war ab 2010 neben Ian Russell einer der Assistenztrainer an der Seite von Yallop. Auch Watson behielt Russell in seinem erweiterten Trainerstab und brachte es während seiner Zeit als Interimstrainer bis zum Saisonende auf elf Siege, fünf Niederlagen und drei Unentschieden bei seinen 19 Ligaeinsätzen. Die Mannschaft erreichte, aufgrund einer schlechteren Tordifferenz, nur knapp keinen Startplatz in die abschließenden Play-offs. Ab August 2013 nahm die Mannschaft auch an der CONCACAF Champions League 2013/14, für die sich das Team als Gewinner des MLS Supporters’ Shields qualifiziert hatte, teil und erreichte nach den zwischen August und Oktober 2013 ausgetragenen Gruppenspielen den ersten Platz in der Gruppe E. Dieser resultierte aus der besseren Tordifferenz aller drei Mannschaften dieser Gruppe, wobei auch die beiden anderen Teams sechs Punkte erzielten. Danach schied die von Watson trainierte Mannschaft im März 2014 im Elfmeterschießen des Viertelfinalspiels gegen Deportivo Toluca vom laufenden Turnier aus. Im Lamar Hunt U.S. Open Cup 2013 scheiterte das Team bereits in der dritten Runde gegen Charleston Battery aus der als zweitklassig geltenden United Soccer League.

### Kurzzeitiger Interimstrainer der Quakes
Nachdem Mark Watson aufgrund der durchwegs positiven Leistungen der Earthquakes zum Saisonende 2013 einen unbefristeten Vertrag erhalten hatte, gehörte auch Russell weiter zum Trainerstab der Earthquakes und war auch weiterhin ein Teil des Ausbildungsteams an der Jugendakademie des Franchises, dem er bereits einige Jahre angehörte. Bereits 2010 gehörte er dem Stab an, der an einem Generation-Adidas-Trip nach London, bei dem die Major League Soccer die gegenwärtig talentiertesten jungen Spieler nach England schickte, um dort Spiele gegen den Nachwuchs des FC Chelsea, West Ham United und FC Reading zu absolvieren. An der Akademie trat er unter anderem als Director of Coaching in Erscheinung und koordinierte dabei alle Jugendmannschaften des Franchises. In der Major League Soccer 2014 trat über einen Großteil der Saison weiterhin Mark Watson als Cheftrainer in Erscheinung, wurde aber zwei Runden vor Ende der Saison entlassen und durch Russell, der in den beiden letzten Saisonspielen als Interimstrainer agierte, ersetzt, ehe für das nachfolgende Spieljahr Dominic Kinnear als Cheftrainer engagiert wurde. Zuvor hatte Ian Russell, während der spielfreien Zeit, die USSF-National-A-License, die höchste Trainerlizenz im US-Fußball, erworben. Im Lamar Hunt U.S. Open Cup 2014 schieden die Earthquakes, wie bereits 2012, abermals im Viertelfinale gegen den Seattle Sounders FC aus; diesmal erst im Elfmeterschießen mit 1:4.
Auch nach der Übernahme des Traineramtes durch Dominic Kinnear, der einst bereits Russell, als dieser noch ein aktiver Spieler in der Major League Soccer war, trainierte, verblieb Ian Russell im Trainerstab der San José Earthquakes. Im Endklassement der regulären Spielzeit belegte das Team den siebenten Platz in der Western Conference und kam in der teils recht dicht gestaffelten Gesamttabelle der Major League Soccer 2015 auf den 13. Rang. Im Lamar Hunt U.S. Open Cup 2015 schied die Mannschaft bereits in der fünften Runde gegen den Ligakonkurrenten LA Galaxy aus, nachdem es bereits in der Runde davor gegen den Zweitligisten Sacramento Republic strauchelte und erst im Elfmeterschießen weiterkam. Auch das Spieljahr lief ähnlich wie der Großteil der vorangegangenen Jahre; die Quakes schlossen das Jahr auf Rang 9 in der regulären Saison und Rang 17 in der zusammengefassten Gesamttabelle ab. Der Lamar Hunt U.S. Open Cup 2016 brachte ebenfalls ein jähes Ende, da man bereits im ersten Spiel, der Viertrundenpartie gegen den Ligakonkurrenten Portland Timbers, mit 0:2 scheiterte und frühzeitig vom laufenden Wettbewerb ausschied. Als mit Ende des Jahres der bisherige General Manager John Doyle, der wie Russell seit 2008 in seiner Funktion bei den San José Earthquakes fungierte, sein Amt im Franchise niederlegte, verließ auch Russell das Team und unterzeichnete einen Vertrag als Cheftrainer beim Reno 1868 FC, der im Spieljahr 2017 in seine erste Saison in der zweitklassigen United Soccer League startete.
Neben seiner Zeit bei den San José Earthquakes war er weiterhin im Nachwuchsfußball in der Bay Area involviert und war dabei unter anderem auch Director of Coaching beim Nachwuchsausbildungsklub CV San Jose FC.

## Erfolge

### Als Spieler
mit bzw. bei den Washington Huskies
- All-Mountain-Pacific-Sports-Federation-First-Team-Selection: 1994 und 1997
- Honorable Mention der Mountain Pacific Sports Federation: 1996
- Wahl ins NSCAA-All-Far-West-Region-Third-Team: 1994
- Wahl ins Soccer-America-Team-of-the-Week: Kalenderwoche 44/1997
- vierfacher Letterman: 1993, 1994, 1996 und 1997

mit bzw. bei den Seattle Sounders
- Wahl ins All-League-Second-Team: 1999

mit den San José Earthquakes
- Gewinn des MLS Cup: 2001 und 2003
- 1. Platz in der Western Conference (reguläre Saison): 2003 und 2005
- 1. Platz in der Western Conference (Play-offs): 2001 und 2003
- Erhalt des MLS Supporters’ Shields: 2005
- Zweitplatzierter um den Erhalt des MLS Supporters’ Shields: 2002 und 2003
- Erhalt des MLS Fair Play Award: 2001

### Als Trainer
mit den San José Earthquakes
- 1. Platz in der Western Conference (reguläre Saison): 2012
- Erhalt des MLS Supporters’ Shields: 2012
- Erhalt des MLS Fair Play Award: 2010